# Unedited
Unedited è la prima raccolta del gruppo musicale britannico Editors, pubblicata il 28 marzo 2011 dalla Kitchenware Records.
Si tratta di un cofanetto contenente materiale fotografico e musicale relativo al periodo compreso tra il 2005 e il 2010. Oltre ai primi tre album in studio, è presente una raccolta di b-sides suddivisa in quattro dischi intitolata You Are Fading.

## Tracce
CD 1/LP 1 – The Back Room
1. Lights – 2:32
2. Munich – 3:46
3. Blood – 3:29
4. Fall – 5:06
5. All Sparks – 3:33
6. Camera – 5:02
7. Fingers in the Factories – 4:14
8. Bullets – 3:09
9. Someone Says – 3:13
10. Open Your Arms – 6:00
11. Distance – 3:38

CD 2/LP 2 – An End Has a Start
1. Smokers Outside the Hospital Doors – 4:59
2. An End Has a Start – 3:47
3. The Weight of the World – 4:20
4. Bones – 4:08
5. When Anger Shows – 5:47
6. The Racing Rats – 4:19
7. Push Your Head Towards the Air – 5:46
8. Escape the Nest – 4:45
9. Spiders – 4:02
10. Well Worn Hand – 2:56

CD 3/LP 3 – In This Light and on This Evening
1. In This Light and on This Evening – 4:21
2. Bricks and Mortar – 6:21
3. Papillon – 5:24
4. You Don't Know Love – 4:39
5. The Big Exit – 4:44
6. The Boxer – 4:40
7. Like Treasure – 4:52
8. Eat Raw Meat = Blood Drool – 4:53
9. Walk the Fleet Road – 3:47
10. No Sound but the Wind (Live at Rock Werchter 2010) – 3:50

CD 4/LP 4 – You Are Fading I
1. No Sound but the Wind (Full band version) – 4:45
2. Last Day – 3:09
3. Heads in Bags – 3:09
4. Find Yourself a Safe Place – 2:56
5. Let Your Good Heart Lead You Home – 4:37
6. An Eye for an Eye – 4:25
7. Disappear – 3:11
8. Crawl Down the Wall – 3:34
9. For the Money – 5:53

CD 5/LP 5 – You Are Fading II
1. Every Little Piece – 4:18
2. Open Up – 3:40
3. Some Kind of Spark – 4:25
4. Release – 5:44
5. Banging Heads – 3:42
6. Come Share the View – 4:43
7. Dust in the Sunlight – 4:41

CD 6/LP 6 – You Are Fading III
1. This House Is Full of Noise – 6:23
2. Camera (Original demo) – 3:33
3. From the Outside – 3:13
4. Bullets – 3:11
5. Time to Slow Down – 3:02
6. A Thousand Pieces – 3:41
7. I Buried the Devil – 4:02
8. Alone – 3:10
9. My Life as a Ghost – 4:34
10. The Picture – 3:48

CD 7/LP 7 – You Are Fading IV
1. Colours – 3:52
2. I Want a Forest – 4:00
3. Thousands of Lovers – 3:17
4. Forest Fire – 3:03
5. Human – 3:13
6. No Sound but the Wind (Live at Rock Werchter 2010) – 3:50
7. You Are Fading – 4:30
8. These Streets Are Still Home to Me – 2:59